# Prospalta rectivitta
Prospalta rectivitta là một loài bướm đêm trong họ Noctuidae.